# Língua mano
A língua Mano, também chamada as Maa, Mah, Mawe, é uma significante língua Mandê da Libéria e da Guiné.  É falada principalmente em Nimba no centro-norte da Libéria e em Nzérékoré, Lola e Yomou na Guiné.

## Fonologia

### Vogais
|              | Frontal/Oral | Posterior/Oral | Frontal/Nasal | Posterior/Nasal |
| ------------ | ------------ | -------------- | ------------- | --------------- |
| Fechada      | i            | u              | ĩ             | ũ               |
| Meio-Fechada | e            | o              | ẽ             | õ               |
| Meio-Aberta  | ɛ            | ɔ              | ɛ̃             | ɔ̃               |
| Aberta       | a            |                | ã             |                 |

### Consoantes
|                     | Bilabial | Labiodental | Alveolar | Palatal | Velar | Velar-Bilabial | Lateral |
| ------------------- | -------- | ----------- | -------- | ------- | ----- | -------------- | ------- |
| Plosiva             | p b      |             | t d      |         |       |                |         |
| Implosiva           | ɓ        |             |          |         |       |                |         |
| Co-articulada       |          |             |          |         | k͡g    | k͡p ɡ͡b          |         |
| Nasal               | m        |             | n        | ɲ       | ŋ     |                |         |
| Fricativa           |          | f v         | s z      |         |       |                |         |
| Labializada Plosiva |          |             |          |         | kʷ ɡʷ |                |         |
| Labializada Nasall  |          |             |          |         | ŋʷ    |                |         |
| Aproximante         |          |             |          |         | j     |                | l       |
| Continuante         | w        |             |          |         |       |                |         |

Onde dois símbolos aparecem lado a lado, o da esquerda é surdo e o da direita é sonoro. 

### Tons
O idioma tem três tons: alto / ˦ /, médio / ˧ / e baixo / ˨ /.

## Escrita
A língua Mano usa o alfabeto latino sem as letras C, G, H, Q, R, X, Y puras.
Usam-se formas vogais adicionais: ã, ẽ, ɛ, ɛ̃, ĩ, õ, ɔ, ɔ̃, ũ
Usam-se formas consoantes adicionais: ɓ, gb, gw, kg, kp, kw, ɲ, ŋ

## Amostra de Texto

### Mano
Kɛɛ pɛ séĩ é tĩã kɛɛ̀ ɓea, Wééa e ke ɓe. Wéé e kília e kɛ Wálà píé, ɛ̃ɛ̃ e kɛ Wálà ká. Wéé e kília e kɛ Wálà píé pɛ séĩ ga-gbɛ̃pìà. Wééa kolo làa lɛ́ Wálà e pɛ séĩ kɛɛ. Pɛ séĩ lɛ́ e ɓea dò wá ɓe kɛ à kɛɛ̀ é gɔ̃ kɛɛ̀á à kolo là. Kèɓe e kɛ Wééa yí. Kèɓe e kília e kɛ lɛ̀ fɔ̀nɔɔ̀ɔ ká mia lɛ̀ɛ. Lɛ̀ fɔ̀nɔɔ̀ɔ e kília, lɛ́ɛ̀ lɛ̀ fɔ̀nɔ bĩ tii bà, ɛ̃ɛ̃ bĩ tii e kília à kɔ̀ lɛ̀ɛ́ die do lɛ̀ fɔ̀nɔɔ̀ɔ là. Gɔ̃ doó lɛ́ ò si Zɔ̃ɔ̃ɔ e kɛ ɓe. Wálà lɛ́ e à vɔɔ.

### Português
No princípio era o Verbo, e o Verbo estava com Deus, e o Verbo era Deus. Todas as coisas foram feitas por ele, e sem ele nada do que foi feito seria feito. Nele estava a vida e a vida era a luz dos homens. E a luz brilha nas trevas, e as trevas não a inclui. Houve um homem enviado por Deus, cujo nome era Billy.